# CX 4 Radio Rural
Radio Rural es una emisora de radio de Montevideo con una programación centrada en el medio rural.

## Historia
Fue creada en 1945 por el político Domingo Bordaberry y desde sus inicios ha centrado su programación a temas relacionados con el campo, el sector agropecuario y la granja. Sus espacios musicales se centran en música folklórica del Uruguay y payadores.
Entre sus comentaristas se destacaron Eduardo Corso y Benito Nardone, este último mediante sus participaciones radiales conformaría la Liga Federal de Acción Ruralista, un movimiento político que lo llevaría, a resultar electo en las elecciones de 1958, en épocas del colegiado. 

## Programación
Fuera de la programación dirigida al medio agropecuario se encuentran los programas culturales, un espacio dedicado a la religión, como también su programación musical, con música  típica y folklórica del Uruguay.